# Physalaemus erikae
Physalaemus erikae là một loài ếch trong họ Leptodactylidae. Chúng là loài đặc hữu của Brasil.
Các môi trường sống tự nhiên của chúng là các khu rừng ẩm ướt đất thấp nhiệt đới hoặc cận nhiệt đới, đầm nước ngọt có nước theo mùa, vùng đồng cỏ, và các đồn điền. Loài này đang bị đe dọa do mất môi trường sống.